# 大久野島毒氣資料館
大久野島毒氣資料館是位於日本廣島縣竹原市忠海町大久野島，以毒气為主題的博物館，由竹原市政府委託休暇村大久野島負責管理。
館內主要展出的資料包括：
- 大日本帝國陸軍生產毒氣的資料
- 日本遗弃在华化学武器的資料
- 两伊战争的遺留化學武器的資料

## 概要
過去在1929年至1945年期間，大日本帝國陸軍曾經秘密地在大久野島上設立忠海兵器製造所負責生產作為化學武器使用的毒氣。
第二次世界大戰在1945年結束後，雖然在美軍的主導下拆除了毒氣工廠，也銷毀了當時殘餘的毒氣，但在1950年代起仍陸續在島上及周邊海域出現多次因殘留毒氣造成島上作業人員或周邊居民的受害事件。
而工廠運作期間的員工、因戰爭動員徵召而來的學生，以及在戰後協助善後銷毀殘餘毒氣的人員，在1950年代起也陸續因為接觸過毒氣環境開始出現各種職業病，也讓大久野島上過去的這段歷史開始受到關注。
為悼念及記錄這段歷史，當時的相關受害者成立了「大久野島毒氣被害者對策連絡協議會」，於1985年在島上建立慰靈碑，並開始在每年十月舉辦紀念活動，1988年建立了「大久野島毒氣資料館」並寄贈給竹原市政府。
2009年竹原市政府委託大久野島上唯一的旅宿業者－休暇村大久野島負責管理。

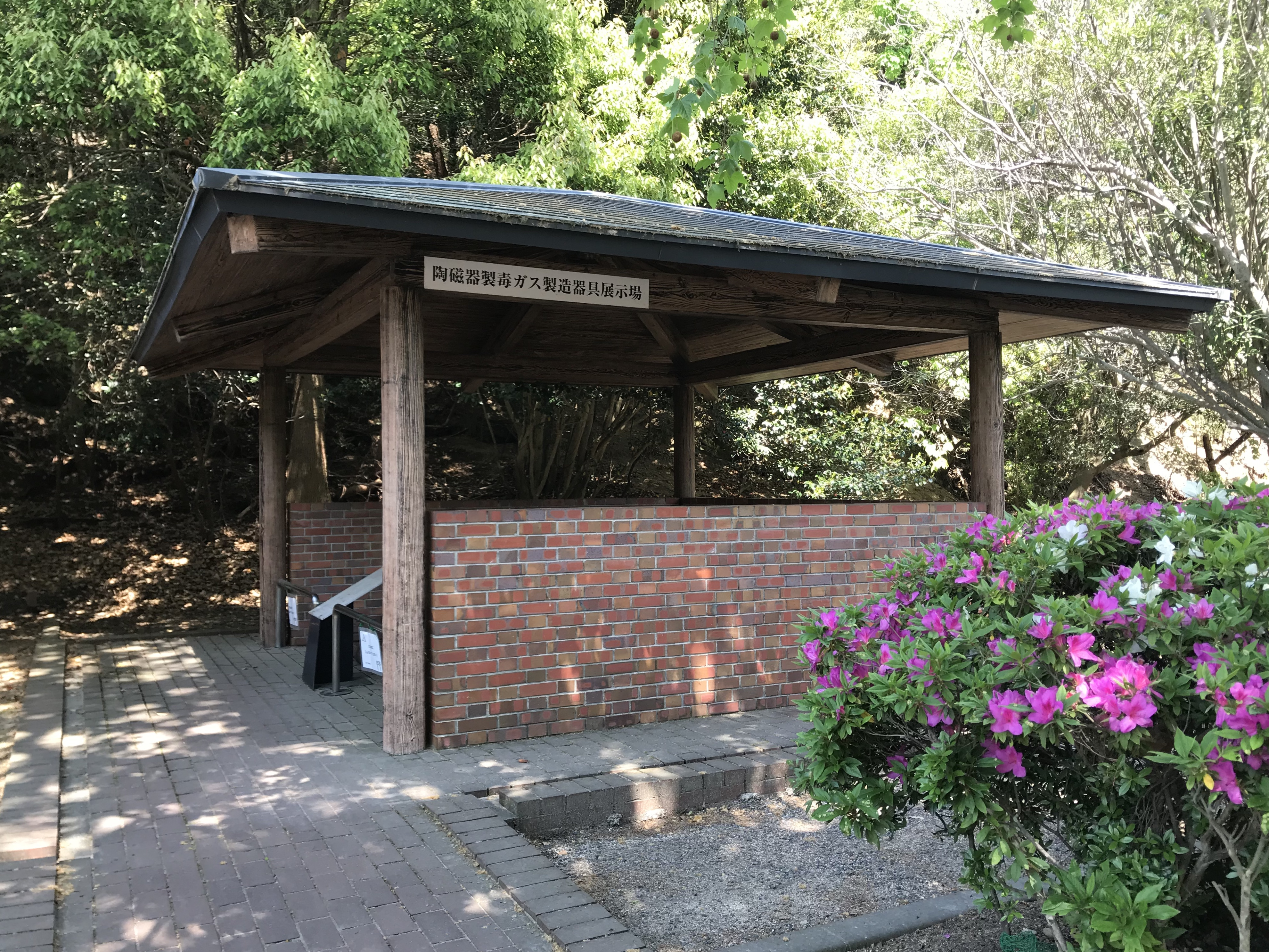
大久野島毒氣資料館旁的陶瓷器製毒氣製造工具展示區
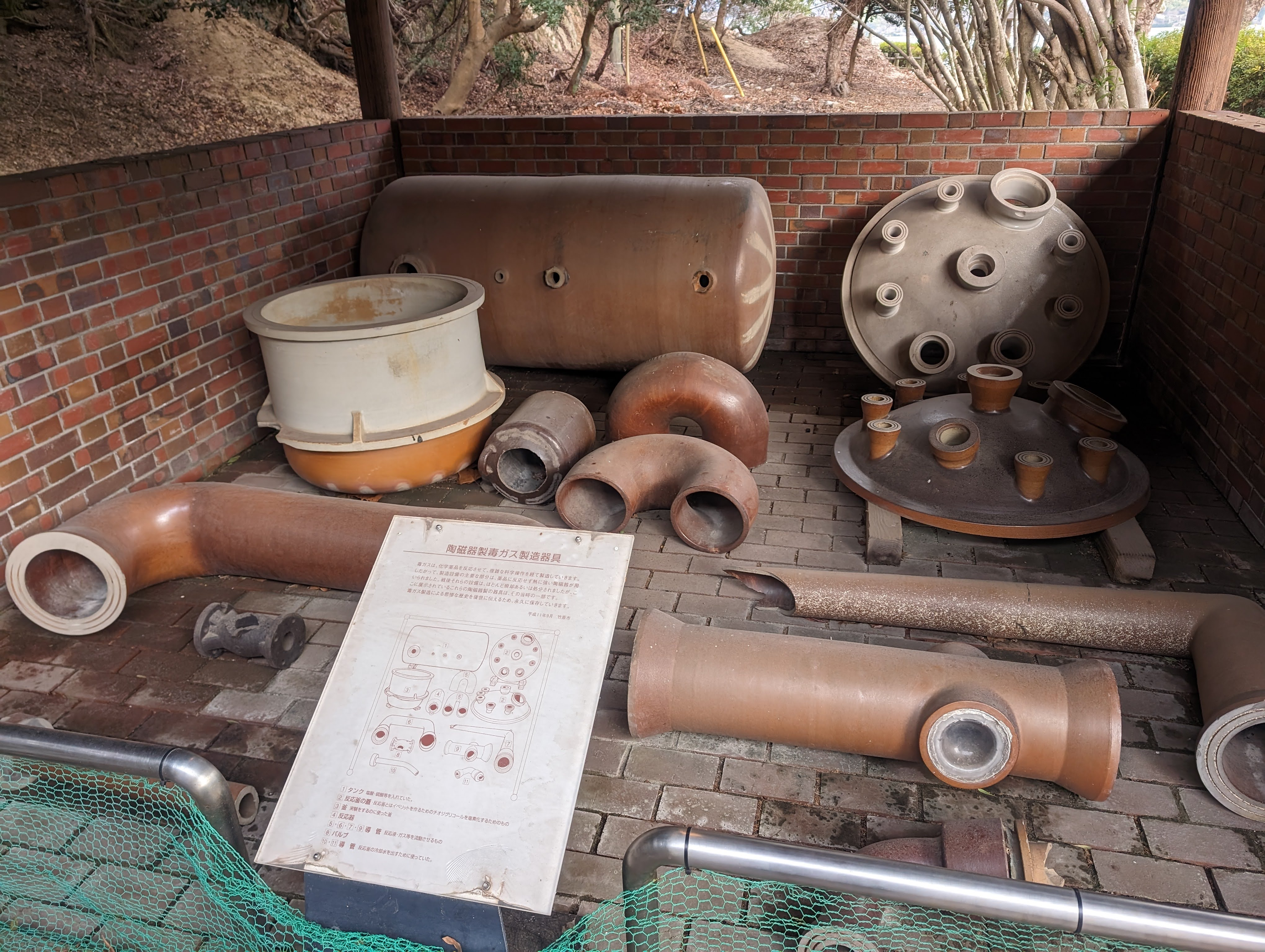
久野島毒氣資料館旁展示的陶瓷器製毒氣製造工具